# Eryuan
Eryuan léase Er-Yuán (en chino:洱源县, pinyin:Ěryuán xiàn) es un condado bajo la administración directa de la prefectura autónoma de Dali. Se ubica al norte de la provincia de Yunnan, sur de la República Popular China. Su área es de 2961 km² y su población total para 2010 fue de más de 200 mil habitantes.

## Administración
El condado Eryuan se divide en 9 pueblos que se administran en 6 poblados y 3 villas. 